# El diablo entre las piernas
El diablo entre las piernas es una película mexicana dramática de 2019 dirigida por Arturo Ripstein. Esta protagonizada por Sylvia Pasquel, Alejandro Suárez, Patricia Reyes Spíndola y Daniel Giménez Cacho. La historia relata la vida sexual de una pareja de la tercera edad.
Su estreno en México estaba previsto para el 20 de marzo de 2020, pero se pospuso por la pandemia de la COVID-19.

## Argumento
Beatriz es víctima de insultos, vejaciones y humillaciones por parte de su esposo, sin embargo, no huye de su lado porque ha creado una fuerte codependencia. Ella, a fuerza de sentirse vejada, se siente deseada y sobre todo deseable. Quiere comprobarlo, por ello una noche sale de casa con un solo propósito: sexo. Su regreso a casa desata la hecatombe.

## Reparto
- Sylvia Pasquel - Beatriz
- Alejandro Suárez - El viejo
- Patricia Reyes Spíndola - Isabel
- Daniel Gímenez Cacho
- Greta Cervantes - Dinorah

## Recepción crítica
En el sitio especializado Rotten Tomatoes, El diablo entre las piernas tiene un índice de aprobación del 83%, basado en 6 comentarios, con un promedio de 7,7/10.
| País                      | Medio / Autor(a)                     | Crítica | Tendencia        |
| ------------------------- | ------------------------------------ | --- | ---------------- |
| Bandera de México         | La Jornada Carlos Bonfil             | «Bajo la lente cómplice y experta del cinefotógrafo Alejandro Cantú, la pareja Ripstein- Garciadiego ofrece su esperpéntica y muy impetuosa visión de una sexualidad crepuscular que haciendo caso omiso de toda sensatez y mesura, ha elegido albergar –lúdica y retadoramente– al propio diablo entre las piernas». | Crítica positiva |
| Bandera de México         | El Universal Luis Magaña             | «Los planos secuencias son ricos en información muda, pero repletos de referentes empíricos. [...] El libreto de Paz Alicia Garciadiego es una verdadera joya de la literatura mexicana. Ripstein critica, estruja y reclama la tradición de nuestra cultura nacional».                                               | Crítica positiva |
| Bandera de México         | El Sol de México Gerardo Gil         | «Una suerte de estética de lo desagradable, y lo esperpéntico convertido en arte». | Crítica positiva |
| Bandera de Estados Unidos | The Hollywood Reporter Todd McCarthy | «Se adentra de manera deslumbrante en terrenos en los que muy pocos se han atrevido a entrar [...] Es una arriesgada y profunda exploración de los impulsos y actividades sexuales de las parejas en los años 70». | Crítica positiva |
| Bandera de Canadá         | The Ex-Press Jay Stone               | «El director Arturo Ripstein y la guionista Paz Alicia Garcíadiego crean un mundo contenido de ira, pasión y memoria agonizantes. [...] Supongo que es una imagen sombríamente cómica de lo que nos espera a todos».                                                                                                  | Crítica positiva |

## Premios y nominaciones
| Premio                         | Categoría                              | Nominados                   | Resultado |
| ------------------------------ | -------------------------------------- | --------------------------- | --------- |
| San Diego Latino Film Festival | Premio del Jurado a la mejor dirección | Arturo Ripstein             | Pendiente |
| Festival de Cine de Málaga     | Biznaga de Oro                         | El diablo entre las piernas | Nominada  |
| Premio Ariel                   | Mejor dirección                        | Arturo Ripstein             | Nominado  |
| Premio Ariel                   | Mejor actriz                           | Sylvia Pasquel              | Nominada  |
| Premio Ariel                   | Mejor actor                            | Alejandro Suárez            | Nominado  |